# Leo Driessen
Leo Driessen (Amsterdam, 22 juni 1955) is een Nederlands sportverslaggever en tekstschrijver.

## Loopbaan
Als zoon van een hoefsmid volgde hij een opleiding aan de pedagogische academie en werkte in het onderwijs, maar voelde meer voor de journalistiek. In 1982 begon hij zijn omroepcarrière als medewerker van het sportprogramma Langs de Lijn. Hij werkte er als presentator en als voetbal- en wielerverslaggever. Incidenteel versloeg hij andere sporten; zo was hij ook te horen tijdens de Elfstedentocht van 1986. Naast zijn werk voor de radio beoefende hij ook de geschreven sportjournalistiek, voor het dagblad Het Parool en het voetbalblad Elf.
Driessen was een uitbundige verslaggever. Tijdens de uitzendingen van de Tour de France was hij niet alleen als verslaggever te horen, maar ook als het typetje 'Ab Kaashoek'. Deze, ongetwijfeld op Koen Verhoeff gebaseerde, man deed elke dag mee met de door Koos Postema gepresenteerde quiz en gaf steeds een fout antwoord, waarop hij steevast uitriep: "Ach, dat zijn van die pijnlijke momenten die elke liefhebber van de sport weleens tegenkomt in zijn carrière..."
Eind jaren tachtig verlegde hij zijn werkterrein naar de televisie. Hij was onder andere tekstschrijver voor het spelletje Wie ben ik? en voice-over in het TROS-programma De Leukste Thuis. Daarin gebruikte hij veelvuldig de uitspraak 'naar wij dachten', opnieuw geïnspireerd door sportcommentator Koen Verhoeff. Tijdens het WK in Amerika in 1994 moest een vliegtuig met daarin ook het Nederlands elftal onder leiding van Dick Advocaat een tussenlanding maken in Richmond omdat Driessen, in het toestel aanwezig als radioverslaggever, gezondheidsproblemen had. In 1995 en 1996 werd Driessen presentator bij Veronica's Call TV. Wegens vermeende belangenverstrengeling staakte de NOS daarop hun samenwerking. Hierdoor kwam er een einde aan zijn bijdrage aan Langs de Lijn. In 1997 was hij korte tijd presentator bij sportzender Sport 7, daarna ging hij werken bij RTL 5 en RTL 7.
Op de radio is Driessen sinds 2001 te horen op de regionale zender NH.
Via zijn werk voor Joop van den Ende rolde Driessen vervolgens ook in de muziekwereld. Hij schreef, samen met Han Kooreneef, de tekst van "Dromen zijn bedrog", de grote hit van Marco Borsato uit 1994. Daarna schreef hij nog meer teksten voor Borsato en ook voor Guus Meeuwis, Saskia & Serge, Karin Bloemen en voor de cd Geef mij je lach van Jan Keizer uit 2007 schreef hij de tekst voor het lied "Gouden Last".
Op dit moment werkt Driessen voor RTL en ESPN en presenteert hij weekend-radioprogramma's op NH Radio.

## Nummers (mede) geschreven door Leo Driessen

### Vertalingen
| Titel                         | Uitgevoerd door                        | Geschreven door                          | Originele titel           | Gecoverd door                            |
| ----------------------------- | -------------------------------------- | ---------------------------------------- | ------------------------- | ---------------------------------------- |
| Dat komt door jou             | Guus Meeuwis                           | Leo Driessen                             | A te                      |                                          |
| De schaduw van de zonneschijn | Hans Vermeulen                         | Leo Driessen                             | The Wind Beneath My Wings |                                          |
| De warmte in je hart          | Anita Meyer                            | Han Kooreneef, Leo Driessen, Jan Rietman | The Power of the Dream    |                                          |
| De weg                        | Guus Meeuwis                           | Leo Driessen                             | Der Weg                   |                                          |
| Door jou                      | Hans Vermeulen                         | Leo Driessen                             | I Swear                   |                                          |
| Dromen zijn bedrog            | Marco Borsato                          | Han Kooreneef, Leo Driessen              | Storie di tutti i giorni  |                                          |
| Elke dag een lach             | Saskia & Serge                         | Leo Driessen                             | Islands in the Stream     |                                          |
| Elke keer                     | Saskia & Serge                         | Leo Driessen                             | Here You Come Again       |                                          |
| Fijne vent                    | Marco Borsato                          | Leo Driessen, John Ewbank                | Mai dire si               |                                          |
| Ik ken jou                    | Anita Meyer                            | Leo Driessen                             | In This Life              |                                          |
| Ik leef niet meer voor jou    | Marco Borsato                          | Han Kooreneef, Leo Driessen              | Cervo a primavera         | You & Me [NL]                            |
| Kom maar bij mij              | Marco Borsato                          | Han Kooreneef, Leo Driessen              | Come saprei               | Trijntje Oosterhuis                      |
| Margherita                    | Marco Borsato                          | Han Kooreneef, Leo Driessen              | Margherita                |                                          |
| Niemand                       | Marco Borsato                          | Han Kooreneef, Leo Driessen              | Il niente                 |                                          |
| Reünie                        | Guus Meeuwis & Vagant                  | Leo Driessen                             | Place des grands hommes   |                                          |
| Stapel op jou                 | Marco Borsato                          | Han Kooreneef, Leo Driessen              | Abita in te               |                                          |
| Tweestrijd                    | Simone Kleinsma duet met Karin Bloemen | Han Kooreneef, Leo Driessen              | Does He Love You          | Paul de Leeuw met Simone Kleinsma (duet) |
| Waarom nou jij                | Marco Borsato                          | Han Kooreneef, Leo Driessen              | Quando finisce un amore   |                                          |
| Wie                           | Marco Borsato                          | Han Kooreneef, Leo Driessen, John Ewbank | X colpa di chi?           |                                          |
| Zonder jou                    | Marco Borsato                          | Han Kooreneef, Leo Driessen              | Disperato                 |                                          |
| ?תגיד לי מי {Tagid li mi?}    | Dana International                     | Han Kooreneef, Leo Driessen, Gili Hovav  | Storie di tutti i giorni  |                                          |

## Trivia
- In de halve finale van het Europees kampioenschap voetbal 1992 verzorgde Driessen samen met Jack van Gelder het radioverslag van de wedstrijd Nederland tegen Denemarken. Tijdens het verslag gooide Driessen zijn koptelefoon af en daarmee ook het commentaar van Van Gelder. De twee koptelefoons van de verslaggevers zaten namelijk aan één zendapparaat vast, waardoor het geheel viel. Hierdoor was er even niets te horen. Het bleek dat Driessen kwaad was omdat Van Gelder, nota bene op Driessens verjaardag, het commentaar op alle doelpunten had gegeven.
- Driessen was wekelijks te horen in het PowNed-programma Echte Jannen, waar hij met de presentatoren de sport van die week doornam. Ook was hij weleens de vervangende presentator als een van de Jannen die nacht afwezig was.
- Driessen was op 11 maart 2025 eenmalig teammanager van de voetbalclub Telstar in de wedstrijd tegen FC Volendam.